# Copris lugubris
Copris lugubris là một loài bọ cánh cứng trong họ Bọ hung (Scarabaeidae).